# Atanas Shopov
Atanas Shopov (né le 4 octobre 1951 à Dobrovnitsa) est un haltérophile bulgare.

## Palmarès

### Jeux olympiques
- Munich 1972
  -  Médaille d'argent en moins de 90 kg.
- Montréal 1976
  -  Médaille de bronze en moins de 90 kg

### Championnats du monde
- Munich 1972
  -  Médaille d'argent.
- Championnats du monde d'haltérophilie 1976
  -  Médaille de bronze.

### Championnats d'Europe
- Championnats d'Europe d'haltérophilie 1971
  -  Médaille de bronze.
- Championnats d'Europe d'haltérophilie 1972
  -  Médaille d'argent
- Championnats d'Europe d'haltérophilie 1973
  -  Médaille de bronze[1].